# Garcinia stipulata
Garcinia stipulata är en tvåhjärtbladig växtart som beskrevs av T. Anders.. Garcinia stipulata ingår i släktet Garcinia och familjen Clusiaceae. Inga underarter finns listade i Catalogue of Life.